# Veronika Dostálová
Veronika Dostálová, född 7 april 1992 i Prag, Tjeckien, är en beachvolley- och volleybollspelare (passare).
Som ung spelade hon beachvolley på hög nivå och deltog vid U18-EM i beachvolley 2009. Inomhus har hon spelat för PVK Olymp Praha och VK Dukla Liberec, bägge i Tjeckien. Dostálová spelar i Tjeckiens landslag och har deltagit med dem vid VM 2022, EM 2013, 2015, 2017, 2021 och 2023, samt European Volleyball League 2018, 2019, 2021 och 2022.